# Dragomir Mateew
Dragomir Mateew (bulgarisch Драгомир Матеев; * 12. Mai 1902 in Kawarna; † 28. Dezember 1971 in Sofia) war ein bulgarischer Arzt und Physiologe.

## Leben
Mateew trat im Jahr 1919 der Bulgarischen Kommunistischen Partei bei und absolvierte ein Medizinstudium in Sofia. Ab 1944 war er als Professor an der Hochschule für Körperkultur und Sport Georgi Dimitrow in Sofia tätig. 1963 wurde er dann Leiter des Zentrums für Gerontologie und Geriatrie und 1967 schließlich Direktor des Instituts für Physiologie der Bulgarischen Akademie der Wissenschaften.
In seinen wissenschaftlichen Arbeiten befasste er sich unter anderem mit der Blutzirkulation, Problemen des Alterns und mit Fragen der Physiologie des Sports.